# Шорин, Владимир Павлович
Влади́мир Па́влович Шорин (27 июля 1939, Нижний Ломов, Пензенская область, СССР — 9 декабря 2023, Москва, Россия) — советский и российский учёный, специалист в области динамики рабочих процессов двигателей летательных аппаратов и энергетических установок. Академик РАН (1991), председатель Президиума Самарского научного центра (СамНЦ РАН), доктор технических наук, профессор, заслуженный деятель науки и техники РФ, лауреат Государственной премии в области науки и техники (1992).

## Биография
Владимир Павлович Шорин родился 27 июля 1939 года в городе Нижний Ломов Пензенской области. В 1963 году он с отличием окончил Куйбышевский авиационный институт (КуАИ; ныне — Самарский национальный исследовательский университет) по специальности «инженер-механик по двигателям летательных аппаратов», поступил в аспирантуру КуАИ.
После окончания аспирантуры работал в институте ассистентом, затем — старшим преподавателем (1968), доцентом (1969) кафедры конструкций и проектирования двигателей летательных аппаратов (КиПДЛА). В 1975 году стал проректором КуАИ. В 1982 году возглавил кафедру автоматических систем энергетических установок (АСЭУ) и до недавнего времени числился заведующим кафедры, а в 1988 году был избран ректором института. Однако на посту ректора он пробыл всего два года.
В 1990 году Шорин был выбран народным депутатом РСФСР, стал членом Президиума Верховного Совета РСФСР, председателем Комитета Верховного Совета РСФСР по науке и народному образованию (1990—1993). Летом 1991 года, крайне негативно оценив последствия призыва студентов в армию без отсрочки в 1983—1988 гг., выступил категорически против возобновления такой практики.
7 декабря 1991 года В. П. Шорин был избран действительным членом РАН по Отделению энергетики, машиностроения, механики и процессов управления (Секция проблем машиностроения и процессов управления).
В 1994 году стал председателем Президиума Самарского научного центра РАН. Также является членом президиума Комиссии по Государственным премиям в области науки и техники при Президенте РФ. Сопредседатель межведомственного совета Минобрнауки России и РАН по проблемам регионального научно-технического развития и сотрудничества.
Скончался 9 декабря 2023 года в Москве на 85-м году жизни.

## Научная деятельность
Областью научных интересов В. П. Шорина являлась динамика рабочих процессов двигателей летательных аппаратов и энергетических установок. На основе фундаментальных теоретических исследований им были разработаны принципы построения и конструкции корректирующих устройств акустического типа, создана методология моделирования и испытания многомерных динамических систем, сформулированы принципы построения специализированных стендов для динамических испытаний, решены проблемы разработки математического обеспечения таких испытаний.
В начале 1980-х годов Шорин организовал исследования в области лазерной техники. Были выполнены работы по динамике газовых трактов лазера, созданы методы расчёта динамических характеристик мощных газоразрядных лазеров как объектов управления. Были исследованы процессы формирования плазменных электродов импульсных и импульсно-периодических лазеров.
Владимир Шорин — автор более 300 печатных работ, среди которых 72 авторских свидетельства и изобретательских патента. Им были подготовлены 18 кандидатов наук и 7 докторов наук.

## Награды
- Орден Трудового Красного Знамени (1989)[3]
- Орден Почёта (1999) — за большой вклад в развитие отечественной науки, подготовку высококвалифицированных кадров и в связи с 275-летием Российской академии наук[7]
- Государственная премия РФ в области науки и техники (1992) — за разработку и внедрение интегрированных лазерных и плазменных технологий создания изделий новой техники авиационного и космического назначения[3]
- Премия Правительства РФ в области науки и техники (1999)[3]
- Премия Президента Российской Федерации в области образования (2004)[3]
- Почётное звание «Заслуженный деятель науки и техники РСФСР»[3]
- Почётная грамота Президиума Верховного совета Российской Федерации (1992) — за большой вклад в дело подготовки высококвалифицированных специалистов  для авиационной  промышленности, других  отраслей народного хозяйства России и в связи с 50-летием со  дня  основания Самарского  авиационного института имени академика С. П. Королёва[8]
- Звание «Почётный выпускник КуАИ — СГАУ» (2001)[9]

## Из библиографии
- Гидравлические и газовые цепи передачи информации / В. П. Шорин, А. Г. Гимадиев, Н. Д. Быстров. — М. : Машиностроение, 2000. — 327 с. : ил., табл.; 22 см. — (Федеральная целевая программа «Государственная поддержка интеграции высшего образования и фундаментальной науки на 1997—2000 годы»).; ISBN 5-217-03057-7
- Процессы формирования скользящего разряда на диэлектрических подложках с потенциальным барьером : [монография] / В. П. Шорин, О. А. Журавлёв, А. И. Федосов, В. П. Марков. — Москва : Логос, 2000. — 151 с. : ил., табл.; 22 см. — (Федеральная целевая программа «Государственная поддержка интеграции высшего образования и фундаментальной науки на 1997—2000 годы»).; ISBN 5-88439-127-7
- Формирование динамических свойств трубопроводных цепей : монография / [Н. Д. Быстров, А. Г. Гимадиев, А. Н. Головин и др.]; под редакцией В. П. Шорина ; Министерство науки и высшего образования Российской Федерации, Федеральное государственное бюджетное образовательное учреждение высшего образования «Самарский национальный исследовательский университет им. академика С. П. Королёва» (Самарский университет). — Самара : Издательство Самарского университета, 2020. — 325 с. : ил., табл.; ISBN 978-5-7883-1551-5 : 388 экз.

### Учебные пособия
- Автоматика двигателей летательных аппаратов : Учеб. пособие / [Ю. С. Анисимкин, Ю. А. Балашевич, А. Г. Гимадиев и др. ; Под общ. ред. В. П. Шорина]. — Куйбышев : КуАИ, 1978. — 68 с. : ил.; 20 см.
- Автоматика лазерных технологических установок : [Учеб. пособие для конструкт.-технол. спец. втузов] / Н. Д. Быстров, В. П. Шорин; Куйбышев. авиац. ин-т им. С. П. Королёва. — Куйбышев : КуАИ, 1988. — 210,[1] с. : ил.; 22 см.
- Системы автоматического регулирования авиационных ГТД : Учеб. пособие / А. Г. Гимадиев, Е. В. Шахматов, В. П. Шорин; Куйбышев. авиац. ин-т им. С. П. Королёва. — Куйбышев : КуАИ, 1990. — 120,[1] с. : ил.; 21 см.
- Регуляторы расхода для топливных систем двигателей летательных аппаратов / А. А. Горячкин, А. Е. Жуковский, С. М. Игначков, В. П. Шорин; Под ред. В. П. Шорина. — М. : Машиностроение, 2000. — 205 с. : ил., табл.; 22 см; ISBN 5-217-03058-5
- Оптика лазеров : учебное пособие / В. П. Шорин, С. П. Мурзин; Федеральное агентство по образованию, Гос. образовательное учреждение высш. проф. образования «Самарский гос. аэрокосмический ун-т им. акад. С. П. Королёва». — Самара : Изд-во СГАУ, 2006. — 146 с. : ил., табл.; 20 см; ISBN 5-7883-0427-X